# Châtillon (Friburgo)
Châtillon (toponimo francese) è un comune svizzero di 462 abitanti del Canton Friburgo, nel distretto della Broye.

## Storia
Il comune di Châtillon è stato istituito nel 1801 con la divisione del comune soppresso di Font-Châbles-Châtillon.

## Società

### Evoluzione demografica
L'evoluzione demografica è riportata nella seguente tabella:
Abitanti censiti

## Amministrazione
Ogni famiglia originaria del luogo fa parte del comune patriziale che ha la responsabilità della manutenzione di ogni bene comune.